# Акимово (Карелия)
Акимово (карел. Akimisto) — деревня в составе Ведлозерского сельского поселения Пряжинского района Республики Карелия.

## Общие сведения
Расположена вблизи озера Маяярви.

## История
Упоминается в переписных книгах 1873 и 1905 годов, относилась к Савиновскому обществу Ведлозерской волости Олонецкого уезда. В 1873 году в деревне было 13 дворов. Население составляло 94 человека (45 мужчин и 49 женщин).
К 1905 году количество дворов уменьшилось до 6, а население — до 28 человек (15 мужчин и 13 женщин).
По данным переписи 1926 года в деревне было 21 хозяйство, где проживало 116 человек (51 мужчина, 65 женщин, все карелы). Деревня относилась к Савиновскому сельсовету Сямозерского района.
После реформы районов 1930 года оказалась в составе Сыссойльского сельсовета Пряжинского района, к 1935 году население деревни увеличилось до 117 человек (59 мужчин, 58 женщин).

## Население
| 2002 | 2010 | 2013 |
| ---- | ---- | ---- |
| 0    | →0   | →0   |